# 小篠恵奈
小篠 恵奈（こしの えな、1993年11月24日 - ）は、日本の女優。
東京都出身。2021年までFLaMme所属。

## 略歴
高校生のときにFLaMme主催の「冬の特別オーディション」に応募。
2012年にドラマ『クレオパトラな女たち』でデビュー。
2015年には『3泊4日、5時の鐘』で映画初主演をする（杉野希妃とW主演）。
2021年11月30日、インスタグラムにてFLaMme退所を報告。退所理由を「今年の初めに色々と自分の人生について考えた結果」としており、職に困ったらマネージャーとして雇ってくださいと挨拶したと綴っている。

## 人物
- 趣味・特技はスキー、イラスト、カラオケ、ゲーム[1]。
- スリーサイズは、B80・W55・H86[5]。

## 出演

### テレビドラマ
- クレオパトラな女たち（2012年4月18日 - 6月6日、日本テレビ） - 田淵もえ 役
- 隣のレジの梅木さん（2014年12月21日、フジテレビ） - 黒崎貴子 役
- ヒガンバナ〜警視庁捜査七課〜 第8話（2016年3月2日、日本テレビ） - 岸谷安奈 役
- 世界一難しい恋 第9話（2016年6月8日、日本テレビ） - 女性 役
- 咲-Saki- 第3局・第4局（2016年12月19日・26日、MBS） - 井上純 役
- 炎の経営者（2017年3月19日、フジテレビ）
- 女囚セブン 第7話・最終話（2017年6月2日・9日、テレビ朝日） - 川村刑事 役
- セシルボーイズ 第4話（2017年8月17日、フジテレビ）
- 重要参考人探偵 最終話（2017年12月8日、テレビ朝日） - キャバクラ嬢 役
- 娘の結婚（2018年1月8日、テレビ東京） - 鍋の店の店員 役
- 大恋愛〜僕を忘れる君と 第1話 - 第3話（2018年10月12日 - 26日、TBS） - 石田ミル 役
- トレース〜科捜研の男〜 第2話（2019年1月14日、フジテレビ） - 中原沙知絵 役[6]
- ミストレス〜女たちの秘密〜 第1話 - 第6話・第8話（2019年4月19日 - 5月24日・6月7日、NHK総合） - 桜井ミナ 役[7]
- コンフィデンスマンJP 運勢編（2019年5月18日、フジテレビ）
- TWO WEEKS 第2話 - 第6話（2019年7月23日 - 8月20日） - 桜木琴美 役
- カフカの東京絶望日記 第4話（2019年10月11日、MBS） - 桜井りな 役
- 駐在刑事 Season2 第5話（2020年2月21日、テレビ東京） - 杉下真奈美 役

### 映画
- カルテット!（2012年1月7日） - リナ 役
- ふがいない僕は空を見た（2012年11月17日） - あくつ純子 役[8]
- ももいろそらを（2013年1月12日） - 小野蓮実 役[注 1]
- 舟を編む（2013年4月13日）
- 終焉少女 Last Girl Standing（2013年7月6日）
- 今日子と修一の場合（2013年10月5日） - 未来 役[10]
- 四十九日のレシピ（2013年11月9日） - 美佳 役
- ほとりの朔子（2014年1月18日） - 知佳 役[注 2][11]
- FLARE フレア（2014年4月26日） - イトウキョウカ 役[12]
- 物置のピアノ（2014年9月27日） - 宮本秋葉 役
- 花宵道中（2014年11月8日） - 八津 役
- ストロボ・エッジ（2015年3月14日） - 上原さゆり 役[13]
- 3泊4日、5時の鐘（2015年9月19日） - 主演・花梨 役[14]
- 咲-Saki-（2017年2月3日） - 井上純 役
- MATSUMOTO TRIBE（2017年4月15日） - 小篠恵奈 役[15]
- 彼女の人生は間違いじゃない（2017年7月15日） - 亜梨沙 役
- THE LIMIT OF SLEEPING BEAUTY-リミット・オブ・スリーピング ビューティ-（2017年10月21日） - RECEPTIONIST / ACTRESS 役
- 炎-Homura-（2018年8月18日）[16]
- あざみさんのこと 誰でもない恋人たちの風景 vol.2（2020年10月10日） - 主演・あざみ 役
- ある殺人、落葉のころに（2021年2月20日）
- ももいろそらを　カラー版（2021年6月18日） - 小野蓮実 役[17]
- 人生の着替えかた（2022年3月25日）[18]
- 犬も食わねどチャーリーは笑う（2022年9月23日公開予定）[19]

### 舞台
- 殺人鬼フジコの衝動（2013年4月17日 - 21日、俳優座劇場） - 大月杏奈 役[20]
- 川辺市子のために / 川辺月子のために（2018年8月22日 - 9月2日、シアターサンモール）[注 3]

### オリジナルビデオ
- さとるだよ（2015年） - 新田愛奈 役

### ドキュメンタリー
- フランス人がときめいた日本の美術館（2018年9月 - 2019年、BS11） - 旅人（6人による週替わり）

### CM
- JACCS WEBムービー 「その買い物には、未来がある。『姉の応援』篇」（2015年 - ）
- レオパレス21 ななめ向かい・先輩篇（2015年9月 - ）
- TOSHIBA FlashAir 「女子旅でシェア」篇（2014年3月2日 - ）[21]
- 買取王子 「買取王子登場 女性編」（2017年11月22日 - ）[22]

### 配信ドラマ
- 東京女子図鑑（2016年12月16日 - 、Amazonプライム・ビデオ）

### MV
- sébuhiroko 「君のほんの少しの愛で」（2015年9月14日）
- 大比良瑞希 「Everything gives me chance what I love it」（2016年8月15日）

### イベント
- “FLaMme Girls Party”VOL.1（2012年7月21日、渋谷）[注 4]
- A PEOPLE TALK LIVE 女優・小篠恵奈 はじめてのファン・イベント / たったひとりの文化祭（2018年9月2日、ラパン・エ・アロ）